# Batería de potasio-ion
Una batería de potasio-ion o batería de ion de potasio es un tipo de batería eléctrica, similar a la batería de iones de litio, pero que usa iones de potasio para la transferencia de carga, en lugar de iones de litio y que se introdujo por primera vez por el químico iraní-norteamericano Ali Eftekhari (Presidente de la Sociedad Nano de América) sobre la base de un compuesto de potasio, el azul de Prusia, como material del cátodo. La razón para esta selección era alta estabilidad electroquímica del azul de Prusia y por lo tanto, el prototipo de la batería se ha usado con éxito para millones de ciclos.
La batería de potasio tiene ciertas ventajas en comparación con otras baterías de ion-metal similares (por ejemplo, las baterías de iones de litio): el diseño de la célula es simple y tanto el material utilizado y el procedimiento necesario para la fabricación de las células son más baratos. El prototipo fue hecha de electrolito KBF4, aunque casi todas las sales electrolíticas comunes de baterías de litio (sus sales de potasio) se pueden utilizar para la construcción de la batería de potasio.
El coeficiente de difusión química del ion K+ en la celda es mayor que la del ion Li+
en las baterías de litio, lo que se debe a un menor radio de Stokes del K+ en la solución electrolítica (iones solvatados). Dado que el potencial electroquímico del K+ es idéntico al del Li+, el potencial de la célula es similar al de la de iones de litio. Las baterías de potasio pueden aceptar una amplia gama de materiales de cátodo con excelente recargabilidad, materiales más baratos, etc. Una ventaja notable de la batería de potasio es la disponibilidad de grafito de potasio, que se utiliza como un material del ánodo en las baterías de iones de litio actuales. Su estructura estable garantiza una intercalación/ des-intercalación reversible de los iones de potasio durante el proceso de carga/descarga.
En 2005, se patentó una batería de potasio que utilizaba electrolito fundido de KPF 6. En 2007, la empresa china Starsway Electrónics comercializa la primera pila de potasio para reproductor multimedia portátil, como un dispositivo de alta energía.
Se cree que la batería de potasio puede reemplazar la batería de litio para el almacenamiento de energía a gran escala debido a su ciclabilidad excepcional, según lo informado por los investigadores de la Universidad de Northwestern en Nature Communications.
El bajo costo del potasio en comparación con el litio, ha puesto de relieve la idea de la batería de potasio también en otras formas. Investigadores de la Universidad Estatal de Ohio (OSU) han demostrado el concepto de la batería de potasio-aire (K-O2) con sobrepotenciales bajos.